# オーラヴ1世 (ノルウェー王)
オーラヴ1世またはオーラヴ・トリグヴァソン（古ノルド語:Óláfr Tryggvason、ノルウェー語:Olav Tryggvason、960年代 - 1000年9月9日?）は、ノルウェー王（在位：995年 - 1000年）である。オーラヴはヴァイケン（ヴィングルマーク及びランリケ）の王トリグヴァ・オーラヴソン(en)の息子であり、ノルウェー初代王ハーラル1世“美髪王”の曾孫である。
オーラヴはヴァイキングをキリスト教化する重要な役割を担った。995年にノルウェーで最初の教会を建て、997年にはトロンハイムの町を建設したと言われている。

## 生い立ち
オーラヴの誕生日については不確かなところがある。歴史書『ヘイムスクリングラ』によれば、オーラヴは父親の殺害（963年）の直後に生まれたとされている。他の史料では964年から969年の間となっているが、これではハーラル1世の子孫であることに疑いが生じ、王位への正当性をも損なうことになる。
『ヘイムスクリングラ』の著者スノッリ・ストゥルルソンによれば、『オーラヴ・トリグヴァソンのサガ』の中でオーラヴはランスフィヨルデンの小島で生まれたことになっている。そこはエイリーク・ビヨダスカーレ(no)の娘でオーラヴの母であるアストリッド（アストリーズ）が、エイリーク血斧王の息子でトリグヴァ・オーラヴソンの殺害者であるハーラル灰衣王の手から逃れて隠れて居たところである。灰衣王とその兄弟はノルウェー王ホーコン善王から王位を奪っていたが、友人関係の影響力があるだけだったので、少年（オーラヴ）をノルウェーに連れ帰って、灰衣王の母グンヒルド(en)に養育を委ねる許しを得ようとした。スウェーデン王が彼らに人を貸して少年を奪う手伝いをしようとしたが、空しく終わった。短時間の小競り合いの後、アストリッドは幼な児を連れて再び逃げ出した。逃亡先はアストリッドの兄シグル・エイリークソンがウラジーミル1世に仕えているガルダリケであった。オーラヴは3歳であり、2人はノブゴロド行きの商船で旅した。しかしこの旅に妨害が入った。バルト海でエストニアの海賊に捕まり、船上の人は殺されるか奴隷にされた。オーラヴはクラーコンという名前の男の所有となった。他にもオーラヴの育ての親ソロルフとその息子ソルギルスがいた。クラーコンはソロルフが奴隷にするには年を取りすぎていると考え殺してしまい、残る二人の少年をクラークという名前の男に、黒ビールと上等の羊一頭の代償として売ってしまった。オーラヴは続いてレアスと呼ばれる男に仕立ての良いマントの代わりに売られた。

## ノブゴロドでの生活
6年後、シグル・エイリークソンはウラジーミル1世のために税金を集める目的でエストニアに旅し、そこで土地の者とは思えない「際だってハンサムな少年」に目を留めた。シグルが少年に家族のことを尋ねると、少年は自分がオーラヴであり、トリグヴァ・オーラヴソンとアストリッド・エイリークスドッティルの息子だと伝えた。シグルは直ぐにレアスの所に行きオーラヴとソルギルスを買い戻し、2人をノブゴロドに連れて行ってウラジーミル1世の保護の下に置いた。
「トリグヴァソンのサガ」によれば、ある日ノブゴロドの市場でオーラヴはクラーコンに出会った。自分達を奴隷にし、育ての親を殺した男である。オーラヴは斧の一撃でクラーコンの頭を割り殺してしまった。オーラヴが保護者であるアロギア王妃のもとに逃げると、群衆が彼の悪事に対して殺してしまおうと追いかけてきた。アロギア王妃がオーラヴのために賠償金を払ったので、群衆は静まった。
オーラヴが成長すると、ウラジーミル1世は彼を軍隊の指揮官とした。しかし、数年後に王はオーラヴが兵士達に人気があることを気にしだした。ウラジーミル1世は自分の治世が危なくなることを恐れ、オーラヴを友達扱いすることを止めた。オーラヴは他所で運を試した方が良いと思い、バルト海に向けて旅立った。

## 襲撃
ノブゴロドを出たオーラヴは居住地や港を襲撃し成功を続けた。982年に嵐に遭ってヴェンドランド（ポーランド）の港に寄った時、ブリスラフの娘ゲイラと出会った。ゲイラはオーラヴが上陸したヴェンドランドの一部を統治しており、オーラヴ達に冬の間はそこに止まるよう求めた。オーラヴは承知し、ゲイラとの交際が始まり、間もなく結婚した。オーラヴは、ゲイラが統治している間は税の支払いを拒んでいた領主達に支払いの要求を始めた。これが成功すると、オーラヴは再びスコーネやゴトランド島への襲撃を始めた。

## オットー3世のための戦い
神聖ローマ帝国皇帝のオットー3世が、サクソン、フランク、フリースラント、およびウェンズの兵を糾合し、異教徒のデーンに戦いを挑んだ。オーラヴは義父がヴェンドランドの王だったので、オットー3世の軍に加わった。オットー軍はシュレースヴィヒの近くの大防壁デーンヴィルケで、デンマーク国王ハーラル1世（青歯王）とデンマークを盟主とするノルウェーの支配者ハーコン・ヤールの軍と会した。オットー軍はデンマークの要塞を容易に打ち破ることができなかったので、戦術を変えて大艦隊を率いてユトランド半島に上陸した。オーラヴはそこで大会戦に勝利を収め、ハーラルとハーコンおよび彼らの軍隊にキリスト教への改宗を強制した。オットー軍は母国に帰還した。ハーラルは新しい信仰を変えなかったが、ハーコンは母国に帰るや古い神に対する礼拝を始めた。

## ゲイラの死と改宗
オーラヴがヴェンドランドで3年間を過ごした後、ゲイラが病気で死んだ。オーラヴは彼女の死を悼み悲しみに暮れたが、もはやヴェンドランドには留まっておれないと感じ、984年に略奪の旅に出た。オーラヴはフリースラントからヘブリディーズ諸島を襲撃し、4年後にシリー諸島の1つに上陸した。そこでオーラヴはある預言者のことを聞いた。その預言者を試してみたくて、部下の一人を遣ってオーラヴの振りをさせた。しかし預言者は騙されなかった。そこでオーラヴはその隠者の所へ会いに行き、その隠者が真の預言者であることを確信した。その預言者が次のように告げた。
御前は高名な王となり、その功績を祝われる。多くの者が御前に信仰と洗礼をもたらそうとする。それは御前にも他の者にも良きこととなる。御前がこの真実を疑うことがなければ、その証拠を聞くがよい。御前が船に戻ると多くの者が御前に敵対行動をとるだろう。御前の部下の多くが倒され、御前も瀕死の重傷を負い、船に担ぎ込まれる。7日の後に御前の傷が癒え、直ぐに御前は洗礼を受けることになる。
この会談の後で、オーラヴは一群の反逆者に襲われ、預言者が告げた通りのことが起こった。オーラヴは隠者によって洗礼を受けた。この改宗の後、オーラヴはイングランドで略奪を止めた。新しい信仰のために人々を傷つけることを望まなかったからである。

## ギダとの結婚
988年、オーラヴはダブリン王オラフ・クアランの姉妹、ギダが集会を開催するとのことだったのでイングランドに向かった。ギダは未亡人となっており、新しい夫を探していた。多くの男達がやってきていたが、ギダはオーラヴを選び出した。その理由は、他の男達がその一番良い服に身を包んでいたのに対し、オーラヴはやつれた服を着ていたからである。2人は結婚することになった。しかしある男がアルフヴァインの名前で異を唱え、オーラヴとその部下に果たし合いを挑んできた。オーラヴとその部下はアルフヴァインの仲間と戦いあらゆる戦いで勝利したが、決してその命を奪わず縛っておいた。アルフヴァインはその国を諦めると告げ、二度と戻らなかった。ギダとオーラヴは結婚し、1年の半分をイングランドで残りをアイルランドで過ごした。

## 王位に就く
995年にアイルランド王はノルウェーの血を引いているという噂がノルウェーで広まった。これを耳に挟んだハーコン・ヤールはソーラー・クラッカに商人の振りをさせてアイルランドに派遣し、アイルランド王がトリグヴァ・オーラヴソンの息子かどうかを見極めさせることにした。ハーコンはもし噂の通りであれば、ノルウェーに連れて来てハーコンの支配下におきたいとソーラーに告げた。ソーラーはオーラヴと知り合いになると、ノルウェーの現状について話した。
「ハーコン・ヤールは選良の娘を取り上げ側室にしてしまい、それが支配者の権利だと言っているので、民衆の人気を失いつつある。しかし、ハーコンは直ぐにその側室に飽きてしまい、1～2週間後には家に返してしまう。ハーコンはキリスト教信仰を拒否したために、デンマーク王に攻められ弱りつつある」

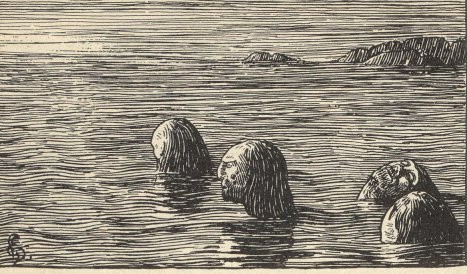
オーラヴ王は男のvolva (シャーマン)を縛り引き潮の岩礁に浸けた。これは死を待つ長い苦悶であった。

オーラヴはこの機会を捉えてノルウェーに向けて船出した。オーラヴが到着すると既に多くの者がハーコン・ヤールに対する反乱を始めており、ハーコンは奴隷の1人のカルク(en)とともに豚小屋に掘った穴に隠れていた。オーラヴが反逆者達に会うと、彼らはオーラヴを王として受け入れ、共にハーコンを探し始めた。ハーコンとカルクが隠れている農場にもやってきたが、彼らを見つけることはできなかった。オーラヴは豚小屋の直ぐ外で集会を開きハーコンを殺した者には賞金を遣わすことを約束した。隠れていた2人はこの話を聞き、ハーコンはカルクが賞金欲しさに裏切ってしまうのではないかと恐れ始めた。しかしハーコンは豚小屋を離れられず眠らずにいることもできなかったので、ハーコンが眠ってしまったときにカルクがナイフを取り出してハーコンの首を切ってしまった。次の日カルクはオーラヴに合いに出てきて、ハーコンの首を差し出した。しかし、オーラヴはカルクに賞金を与えず、カルクの首を切ってしまった。
オーラヴはノルウェー王に就くと、ノルウェーの地方でヤールの支配に入っておらず、デンマーク王に従っていた所へ旅した。そこの民はオーラヴの配下になることを誓った。オーラヴは彼らすべてが洗礼を受けることを要求し、彼らのほとんどが渋々ながら応じた。洗礼を受けなかった者は拷問された上に殺された。

## 王としての統治
997年オーラヴは、トロンハイムの議会に出席し、ハーコン・ヤールに対する反逆者達と初めて集会を開いた。トロンハイムはニド川が屈曲して流れてフィヨルドに注ぎ陸地は半島となって、背の低い防壁でも敵の攻撃から守りやすい土地であった。

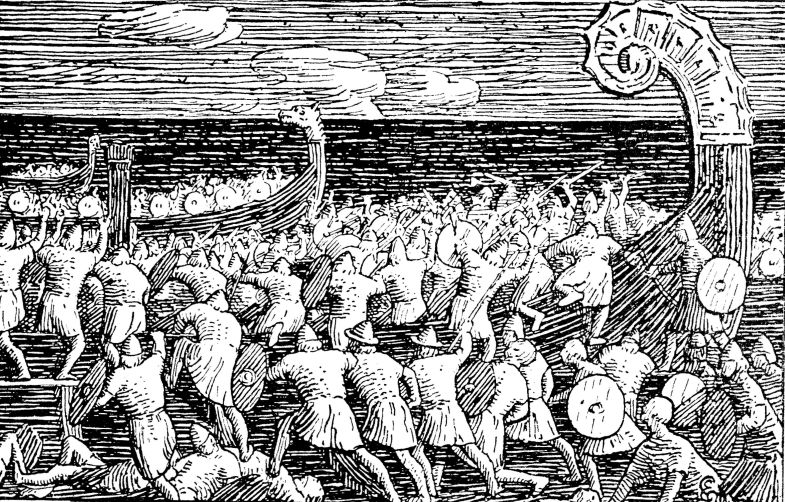
スヴォルドの海戦で攻撃されるオーラヴの船「長蛇」

オーラヴの野望はスカンディナヴィアをキリスト教で統合された土地とすることだったので、スウェーデン王妃であったシグリーズ(en)に結婚を申し入れたが、シグリーズの確固とした異教崇拝のために交渉は決裂した。オーラヴはシグリーズを敵とする替わりに、ためらうことなくデンマーク王スヴェン1世（シグリーズと再婚）との闘争に入った。スヴェン1世の妹タイアは兄王の権威を守るために異教徒の夫ブリスラフから逃れオーラヴと結婚したが、この結婚がデンマークとの対立の原因であった。
オーラヴのヴェンドランド出身の妃ゲイラとアイルランド出身の妃ギダはどちらもオーラヴに富と運をもたらしたが、タイアはそうではなかった。オーラヴは1000年にブリスラフからタイアの土地を取り戻そうと遠征したが、スウェーデン、デンマーク、ヴェンドランドの連合艦隊とさらにハーコン・ヤールの息子エイリーク・ハーコナルソンの船に、リューゲン島の近くのスヴォルド島沖で待ち伏せされた。スヴォルドの海戦と呼ばれるこの戦いはノルウェー軍の全滅に終わった。オーラヴは最後まで北欧最強と言われた旗艦「長蛇号」の上で戦い、最後は海に身を投じてそのまま見えなくなった。